# (23168) Lauriefletch
(23168) Lauriefletch est un astéroïde de la ceinture principale d'astéroïdes.

## Description
(23168) Lauriefletch est un astéroïde de la ceinture principale d'astéroïdes. Il fut découvert le 12 avril 2000 à Socorro (Nouveau-Mexique) par le projet LINEAR. Il présente une orbite caractérisée par un demi-grand axe de 2,42 UA, une excentricité de 0,10 et une inclinaison de 7,6° par rapport à l'écliptique.

## Compléments